# Трудолюб
Трудолюб (укр. Трудолюб) — село,
Шахворостовский сельский совет,
Миргородский район,
Полтавская область,
Украина.
Код КОАТУУ — 5323289206. Население по переписи 2001 года составляло 517 человек.
Село указано на специальной карте Западной части России Шуберта 1826-1840 годов как хутор  Парк-Трудолюб.
Хутор Парк-Трудолюб был приписан к Покровской церкви в Шахворостовке

## Географическое положение
Село Трудолюб находится на берегах реки Лихобабовка,
выше по течению примыкает село Шахворостовка,
ниже по течению на расстоянии в 1,5 км расположено село Любивщина.
На реке большая запруда.
Рядом проходит автомобильная дорога Р-42.

## История
- 1830-е годы село называлось хутор Парк-Трудолюб.

Вот что пишет об основателе села известный исследователь творчества Н.В. Гоголя — Ю.В. Манн:
«Василий Яковлевич Ломиковский (1778—1848) воспитывался в Шляхетском кадетском корпусе, был на военной службе. Выйдя в отставку, поселился на Миргородчине и устроил себе около дедовского села Шафоростовка хутор с говорящим названием — Парк-Трудолюб. Свою жизнь помещик Ломиковский посвятил усердному труду по собиранию и изучению памятников родной старины… Ломиковский в 1803-1805 годах сделал запись украинских дум; на рукописи сохранилась помета: «списаны из уст слепца Ивана, лучшего рапсода, которого я застал в Малороссии, в начале XIX в.». Составил он также «Словарь малорусской старины», опубликованный посмертно [КС. 1894. Кн. 7], вел дневник [КС. 1895. Т. 51. № И], свидетельствующий о литературной одаренности автора.
Ломиковский установил широкий круг знакомств — с Трощинскими (Кибинцы находились всего в восьми верстах от Парка-Трудолюба), с Капнистами (последнее известное письмо В. В. Капниста —от 13 августа 1823 г. — адресовано к нему), с Мартосами. Один из семьи Мартосов — Иван Романович (1760-1831), писатель, бывший кабинет-секретарь гетмана К. Разумовского, ревностный масон, увлек в мистику и своего друга Ломиковского.
Бывал Ломиковский и в Васильевке, где на все смотрел строгим, недоброжелательным взглядом. Главным объектом недоброжелательства, оказывается, являлся Николай [Гоголь]».
Упомянутый Иван Романович Мартос, племянник известного скульптора Ивана Петровича Мартоса, последний год жизни провёл в имении Ломиковского, где умер и похоронен. Вот как об этом вспоминал сам Василий Яковлевич: «М. переселился в дом мой в 1830 г., мая 28 д. На следующий же год скончался от аневризма в груди, 1831 г., апреля 4 дн. Он погребен в саду моем. Известный художник, академик Иван Петрович Мартос, по желанию младшего брата усопшего ‒ Федора Романовича Мартоса, сделал надгробную колонну с надписью. Эта колонна стоит у подножия усопшего, а я в возглавии поставил дубовый крест».

## Экономика
- «Шахворостовское», ООО.

## Объекты социальной сферы
- Школа.
- Стадион.